# Karl Auer
Karl Auer (Prienbach, 20 de outubro de 1916 — Simbach am Inn, 31 de março de 1997) foi um oficial alemão que serviu na  durante a Segunda Guerra Mundial. Foi condecorado com a Cruz de Cavaleiro da Cruz de Ferro.

## Condecorações
- Prêmio SS de Longo Serviço (4 de maio de 1940)
- Distintivo da infantaria de assalto (1 de novembro de 1941)
- Cruz de Ferro (1939)
  - 2ª classe
  - 1ª classe (17 de fevereiro de 1942)
- Medalha Oriental (1 de agosto de 1942)
- Insígnia de Combate Corpo a Corpo
  - em Bronze (1 de outubro de 1943)
  - em Prata (1 de novembro de 1944)
  - em Ouro (22 de março de 1945)
- Cruz de Cavaleiro da Cruz de Ferro (31 de outubro de 1944)
- Medalha Anschluss
- Medalha dos Sudetos